# 초이그하우스

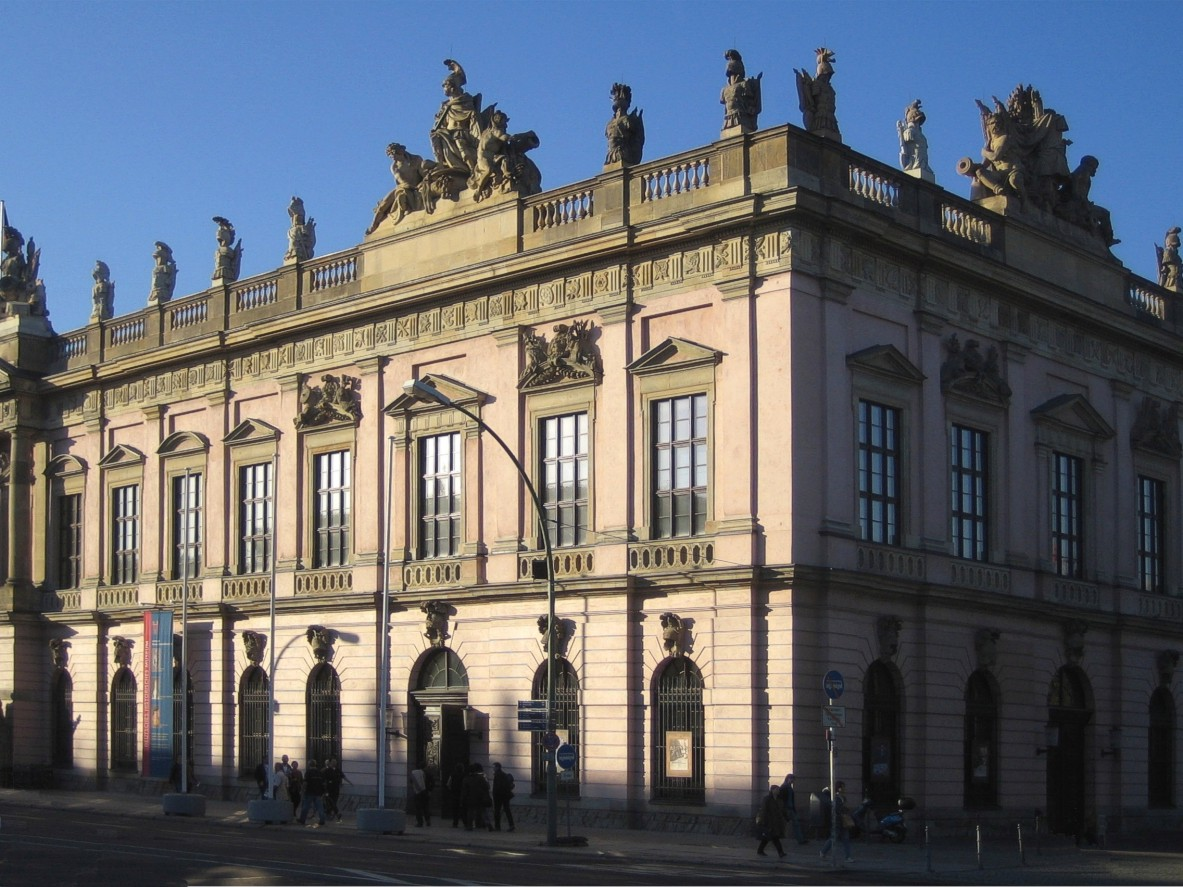
초이그하우스

초이그하우스(독일어: Zeughaus Berlin)는 독일 베를린 운터덴린덴 거리에서 가장 오래된 건물이다. 바로크 양식의 건물로서 과거 왕실 무기고로 사용하였던 건물이며, 현재는 독일역사박물관 구(舊)관으로 사용중이다.
초이그하우스 뒤편에는 새로 건물을 지어 독일역사박물관 신(新)관으로 함께 사용하고 있다.